# Don’t Break Me
A Don’t Break Me (magyarul: Ne törj össze!) Montaigne ausztrál énekesnő dala, mellyel Ausztráliát képviselte volna a 2020-as Eurovíziós Dalfesztiválon Rotterdamban. A dal 2020. február 8-án, az ausztrál nemzeti döntő, a Eurovision: Australia Decides alatt megszerzett győzelemmel érdemelte ki a dalversenyen való indulás jogát.

## Eurovíziós Dalfesztivál
2019. december 5-én vált hivatalossá, hogy az énekesnő alábbi dala bekerült a Eurovision: Australia Decides nevű nemzeti döntő mezőnyébe. A dalt hivatalosan január 31-én jelentették meg. Végül a 2020. február 8-án rendezett ausztrál nemzeti döntőben nyerte el az indulás jogát, ahol a zsűri és a nézői szavazatok együttese alakította ki a végeredményt. Előbbinél az első, utóbbinál az második helyen végzett, így összesen 107 ponttal nyerte meg a döntőt. Montaigne egy jellegzetes bohóc jelmezben adta elő a dalt, kék parókában.
A dalt az Eurovíziós Dalfesztiválon az előzetes sorsolás alapján először a május 12-i első elődöntő első felében adták volna elő, azonban március 18-án az Európai Műsorsugárzók Uniója bejelentette, hogy 2020-ban nem tudják megrendezni a versenyt a COVID–19-koronavírus-világjárvány miatt. Az ausztrál műsorsugárzó jóvoltából az énekesnő lehetőséget kapott az ország képviseletére a következő évben egy új versenydallal.

## Külső hivatkozások
- Dalszöveg (angol nyelven). Genius Lyrics
- Stúdió verzió. YouTube-videó, Montaigne Music, 2020. január 30.
- A dal előadása az ausztrál nemzeti döntőben. YouTube-videó, Eurovision Song Contest, 2020. február 8.